# 570. pehotni polk (Wehrmacht)
Za druge 570. polke glejte 570. polk.
570. pehotni polk (izvirno nemško Infanterie-Regiment 570) je bil eden izmed pehotnih polkov v sestavi redne nemške kopenske vojske med drugo svetovno vojno.

## Zgodovina
Polk je bil ustanovljen 15. novembra 1940 kot polk 13. vala na področju Pasewalka iz delov 222., 247. in 508. pehotnega polka; polk je bil dodeljen 302. pehotni diviziji.
14. marca 1942 so iz delov polka ustanovili I. bataljon 368. pehotnega polka.
15. oktobra 1942 je bil polk preimenovan v 570. grenadirski polk.